# Catherine Griset

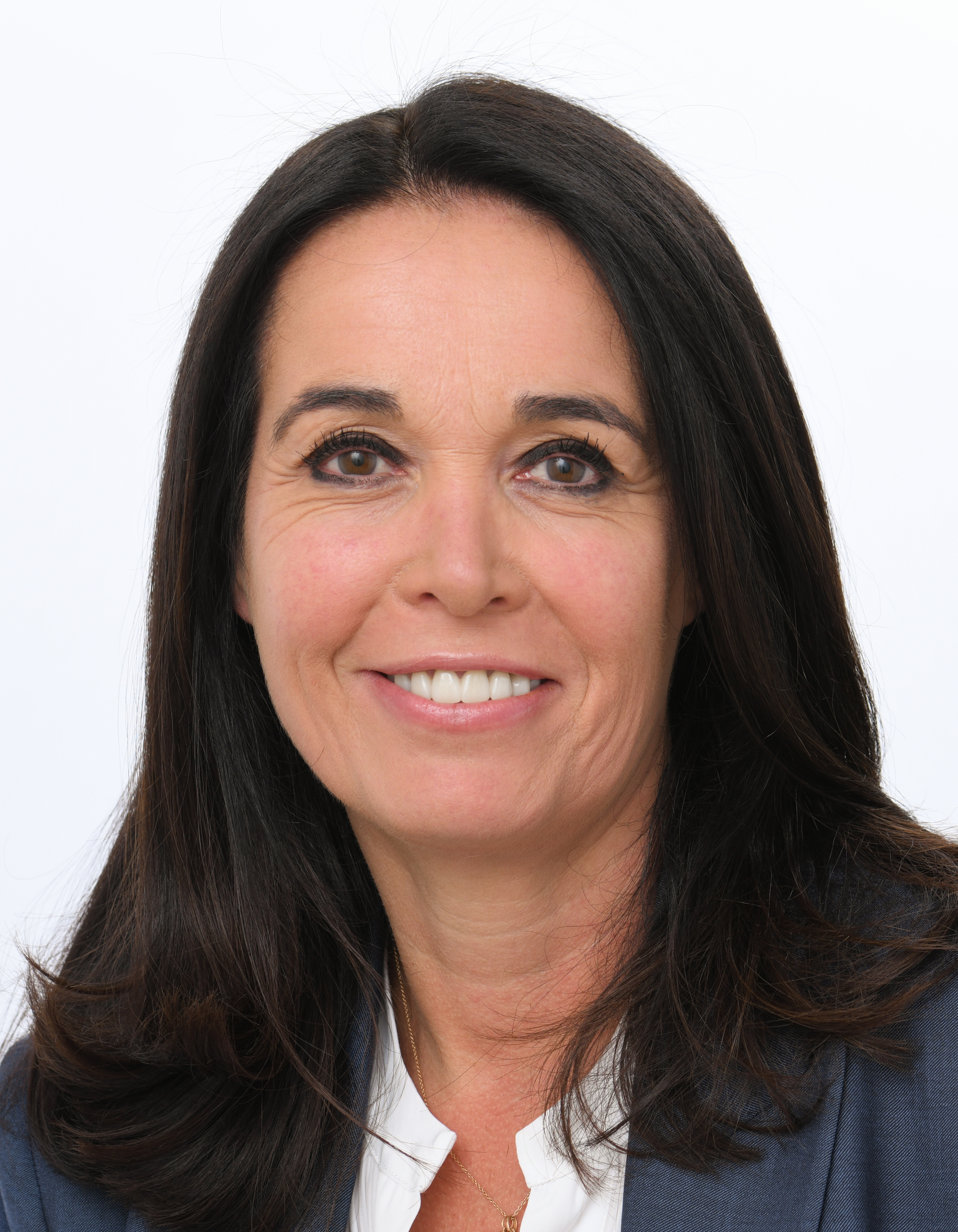
Catherine Griset (2024)

Catherine Griset (geboren am 20. August 1972 in Boulogne-sur-Mer) ist eine französische Rechtsanwältin und Politikerin (RN). Seit der Europawahl 2019 ist sie Mitglied des Europäischen Parlaments als Teil der ID-Fraktion.

## Leben
Nach einer Ausbildung in Wirtschafts- und Sozialwissenschaften studierte sie Jura in Angoulême (als Teil der Université de Poitiers). In der ersten Hälfte der 1990er Jahre ließ sie sich in Paris nieder, wo sie Marine Le Pen kennenlernte und zu ihrer langjährigen Mitarbeiterin wurde. Sie war ihre juristische Assistentin, Mitglied der Rechtsabteilung des Front National, Assistentin der Abgeordneten und seit 2015 Leiterin des Büros der Parteivorsitzenden. In dem Buch „La Politique malgré elle, la jeunesse cachée de Marine Le Pen“ beschreiben die Journalisten David Doucet und Mathieu Dejean Griset als „unzertrennliche Freundin“ der Präsidentin des Front National. Des Weiteren waren die beiden Schwägerinnen, da Catherine Griset mit Franck Iorio, dem Bruder von Eric Iorio, dem zweiten Ehemann von Marine Le Pen, verheiratet war.
Im Jahr 1995 gewann sie einen Sitz im Stadtrat von Saint-Denis. Später wurde sie Teil des Vorstands des Front National (seit 2018 Rassemblement National, RN). 
2019 nominierte der RN Griset für den 10. Listenplatz für die Europawahl 2019. Bei der Wahl verlor der RN leicht an Stimmen (minus 1,5 Prozent), gewann dennoch 23 der 79 französischen Mandate, sodass Griset direkt einzog. Sie trat gemeinsam mit ihren RN-Parteikolleginnen und -kollegen der rechtsextremen ID-Fraktion bei. Für die Fraktion ist Griset Mitglied im Ausschuss für Umweltfragen, öffentliche Gesundheit und Lebensmittelsicherheit. Des Weiteren ist sie stellvertretendes Mitglied im Ausschuss für Kultur und Bildung.
Catherine Griset wurde im Februar 2017 im Fall der „fiktiven“ FN-Parlamentsassistenten im Europäischen Parlament wegen Untreue, Veruntreuung, Urkundenfälschung angeklagt. Der Rassemblement National wird verdächtigt, ein System fiktiver Beschäftigung gefördert zu haben, das es ermöglichte, dass einige der Assistenten der RN-Europaabgeordneten aus europäischen Mitteln bezahlt wurden, obwohl sie eigentlich für interne Funktionen der rechtsextremen Partei eingesetzt wurden. Griset soll offiziell von 2010 bis 2016 als Parlamentsassistentin von Le Pen registriert und 300.000 Euro Gehalt aus EU-Mitteln erhalten haben, während sie die Funktion gar nicht ausübte, sondern für die Partei in der Zentrale in Nanterre tätig gewesen sein soll. Durch ihr Mandat erlangte Griset jedoch damit verbundene parlamentarische Immunität.